# 沃爾沙格鄉
46°31′0″N 25°21′0″E / 46.51667°N 25.35000°E
沃爾沙格鄉（羅馬尼亞語：Comuna Vărșag, Harghita），是羅馬尼亞的鄉份，位於該國中部，由哈爾吉塔縣負責管轄，面積80平方公里，海拔高度842米，2007年人口1,539，人口密度每平方公里19人。